# モントルー-ヴヴェ-リヴィエラ交通HGe2/2形電気機関車

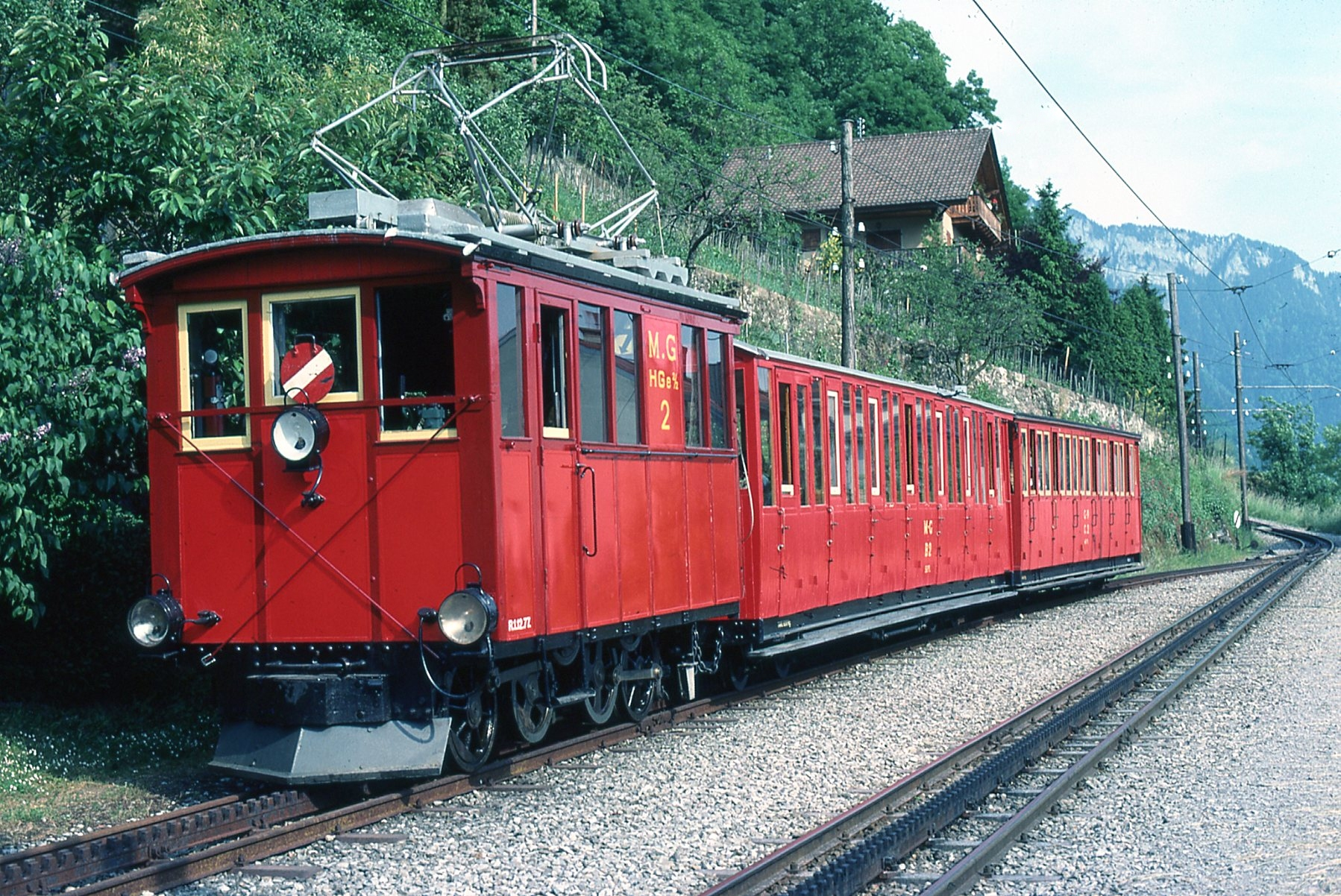
原型の木製車体に近い形態のHGe2/2 2号機が牽引する列車、モントルー＝レース・プランヘス駅、1978年

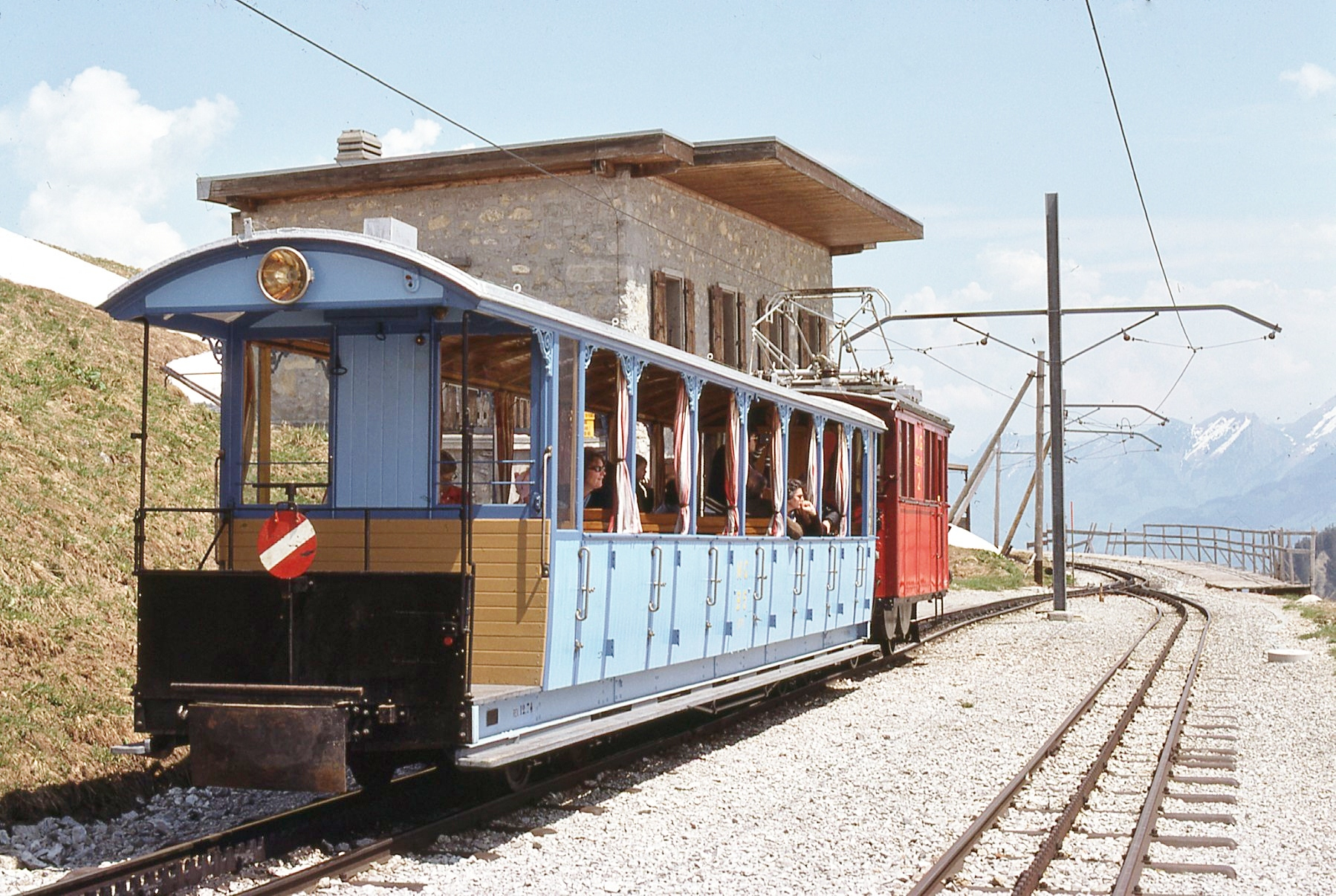
同じくHGe2/2 2号機が牽引する列車、モントルー＝レース・プランヘス駅、1978年

モントルー-ヴヴェ-リヴィエラ交通HGe2/2形電気機関車(モントルー-ヴヴェ-リヴィエラこうつうHGe2/2がたでんききかんしゃ)は、スイス西部の私鉄であるモントルー-ヴヴェ-リヴィエラ交通（Transports Montreux-Vevey-Riviera (MVR)）で使用される山岳鉄道用ラック式電気機関車である。

## 概要
スイス西部レマン湖畔のモントルーから標高2042mのロシェ・ド・ネー山の山頂近くまで登る800mm軌間、ラック式の登山鉄道であるモント ルー-ヴヴェ-リヴィエラ交通の通称モントルー-テリテ-グリオン-ロシェ・ド・ネー線は、山頂側のグリオン - ロシェ・ド・ネー間がレマン湖畔のテリテからのケーブルカーであるテリテ-グリオン鋼索鉄道に接続する形でグリオン-ロシェ・ド・ネー鉄道によって1892年に開業して蒸気機関車が列車を牽引していたが、交通の便を図るため、モントルーからグリオンまでの登山鉄道を別途敷設することとなり、1909年にモントルー-グリオン鉄道という別の鉄道会社によって開業している。
1900-1910年代のスイスのラック式登山鉄道では、1898年に開業したユングフラウ鉄道、ゴルナーグラート鉄道、シュタンスシュタート-エンゲルベルク鉄道以降、登山鉄道もそのほとんどが電化されて開業しており、2軸式のラック式専用もしくはラック式/粘着式併用の小型電気機関車が客車を押し上げる形態の列車での運行が主力となっており、徐々に電車も使用されるようになっていた。また、当初は登山鉄道は三相交流での電化が主流であったが、1900年開業のエーグル-レザン鉄道などから中小私鉄や路面電車で採用されていた直流電化を採用し始めていた。
そういった中でモントルー-グリオン鉄道では当初より直流750Vで電化されており、開業に際して客車5両、貨車10両などを導入し、その牽引用として採用された小形のラック式電気機関車が本項で述べるHGe2/2形である。本形式は1909年に1-3号機の3機が導入され、同鉄道開業から、接続するグリオン-ロシェ・ド・ネー鉄道が電化される1938年に至るまで本形式がモントルー-グリオン鉄道唯一形式の動力車であり、製造後100年以上を経過した現在でも2号機が歴史的車両として運行されている。
本機はスイスをはじめフランス、イタリア、ドイツ、スペイン などで導入された、最初期のラック式電気機関車の標準的な構造で、鋼製の主台枠上に主電動機と主制御装置を組み上げ、簡単な車体を搭載したものとなっており、直流直巻電動機を抵抗制御して定格出力161.7kWを発揮する、2軸の小型電気機関車であった。一方で、モントルー-グリオン鉄道は本線は全線ラックレールが敷設されていたが、開業当初はモントルー駅構内や車庫内はラックレールを敷設していなかったため、本形式はラック式の駆動装置と連動する粘着式の駆動装置を装備しており、ラック区間でも双方の駆動装置を使用可能となっていることが特徴となっている。なお、製造はSLMが車体、機械部分、走行装置を、MFOが電機部分、主電動機を担当している。なお、各機体の機番およびSLM製番、製造年、製造会社は以下の通りである。
- 1 - 1949 - 1909年 - SLM/MFO
- 2 - 1950 - 1909年 - SLM/MFO
- 3 - 1951 - 1909年 - SLM/MFO

## 仕様

### 車体
- 車体は後位側に運転スペースを設置した切妻式の木製車体で、外板は縦目の羽目板の一連の2軸小型ラック式電気機関車の標準スタイルとなっている。車体後位の運転スペース側正面は縦長の3枚窓で中央のものがやや幅広かつ天地寸法が小さく、正面中央上部と窓下部左右、車体裾部左右に丸型の引掛式の前照灯が計5灯（後に窓下部左右の2灯を実装せず計3灯で運用されている）設置されているほか、後年に補強のためのトラス棒が装備されている。側面は外開き式の乗務員扉とそれとほぼ同幅の縦長の下落とし窓を設置した幕板のない構造となっており、左側側面下部には機器点検口が2箇所設置されている。
- 台枠は鋼材リベット組立式のもので、側面下部には全長に渡ってステップが設置され、端梁には緩衝用の木製ブロックが設置され、上部に 連結器として貨車のフックを引掛ける横棒が設置されているほか、下部には排障器もしくは小形のスノープラウが設置される。なお、緩衝用のブロックは後に客車や貨車を連結する前位側のものはばね入りの大形のものに、通常は使用しない後位側のものは鋼製の緩衝機能の無い連結器受けに変更されている。
- 車体内部は機器室と運転室には分離していない1室となっており、室内中央に2台の主電動機が、その上部に抵抗器が設置されてい る。また、車体内後位側が運転操作スペースとなっており、車体端部側にスイスやドイツで一般的な円形のハンドル式のマスターコントローラーと手ブレーキハンドル2基が、反対の主電動機側に粘着式駆動装置の解放・接続用のクラッチの操作レバーが設置されている。また、屋根上のには大形のビューゲルが1基搭載されており、後年パンタグラフに交換されている。
- 塗装は車体は濃い茶色で窓枠はニス塗り、車体正面下部中央と側面中央上部に黒の影付き文字で機番を入れたのみのシンプルなもので、床下、屋根および屋根上機器はグレーもしくはライトグレーであった。

### 走行機器
- 制御方式は2台直列接続された定格出力80.6kW、定格電流296Aで補極付の直流直巻電動機を抵抗制御で制御するもので、制御はマスターコントローラーによる直接制御式、主抵抗器は角型の風洞内に設置され、電動ファンによる強制風冷式で冷却されている。
- 台枠は内側台枠式の板台枠で、動輪2軸が軸距2700mmに配置され、その中央に軸距1100mmで駆動用ピニオンが滑合されたジャック2軸が配置され、後位側動軸にはブレーキ用のピニオンが滑合されている。なお、動軸の軸箱支持方式はペデスタル式で、軸バネはコイルバネとなっている。
- 主電動機は台枠上に2基設置され、駆動力は出力軸から1段で減速されて2基の主電動機それぞれ後方斜め下に設置された中間軸に伝達され、ラック用ピニオンへの駆動力は中間軸からさらに1段減速されてジャック軸に滑合されたアプト式用2枚歯のピニオンに伝達され、動輪への駆動力は中間軸からクラッチを経て1段減速されてジャック軸へ伝達され、そこからロッドで前後の動輪にそれぞれ伝達される。主電動機軸の小歯車側には過電流[10]防止用の滑り継手が、反対端にはブレーキドラムが設置され、駆動用ピニオンにもブレーキドラムが併設されている。本形式は同一の主電動機でラック用ピニオンと動輪を同時に駆動することができる構造で、それぞれの歯車比は同一、ピニオン有効径は688mmであるが、動輪径が695mm（新品時）で走行による摩耗により変化していくものであるため、走行時にそれぞれの周速にわずかに差異が発生するが、製造後に75パーミル区間で実施した試運転の結果では大きな問題は起きないことが確認されている。
- ブレーキ装置としては前側従輪に滑合されたブレーキ用ピニオンおよび動輪に作用する手ブレーキ、駆動用ピニオンに設置されたブレーキドラムに作用する手ブレーキの2系統の手ブレーキと、過速度検知装置によって作用する主電動機軸端に設置されたブレーキドラムに作用するバネブレーキを装備しているほか、主制御器による発電ブレーキが使用可能となっている。

### 主要諸元
- 軌間：800mm
- 電気方式：直流750V（1938年以降850V）架空線式
- 軸配置：Bzｚ（動輪の動力を開放して車軸配置2zzとしても使用可能）
- 最大寸法：全長4790mm、全幅2200mm、車体幅2080mm
- 固定軸距：2700mm
- 動輪径：695mm
- 駆動用ピニオン有効径：688mm
- ブレーキ用ピニオン有効径：611.16mm
- 自重：14.2t（機械部分：8.47t、電機部分：5.46t）
- 走行装置
  - 主制御装置：抵抗制御
  - 主電動機：直流直巻整流子電動機×2台（定格出力80.6kW、定格電流296A×2台）
  - 減速比：8.78
- 性能
  - 出力：161.7kW
  - 牽引力：78.4kN
  - 最大牽引トン数：20t（130パーミル）
  - 速度
    - 定格速度：10.3km/h
    - 最高速度：13km/h
    - 最高運転速度：上り12km/h、下り10km/h（130パーミル）
- ブレーキ装置：手ブレーキ、発電ブレーキ

## 改造

Bhe2/4 203号機などと並ぶHGe2/2 3号機（2機目）

- 3号機は1966年にモントルー・オーベルラン・ベルノワ鉄道[11]の工場で車体の更新改造を実施して形式機番もHGe2/2 101号機に変更されている。改造は台枠以下や車体内の機器類および運転台の配置等はそのままとして大型窓を持つ箱型の車体に更新したものとなっている。外観は片運転台で前面が上側に向かって前方へせり出した形状の大型の2枚窓で正面上部中央と下部左右に小型の丸型の前照灯と標識灯が設置されるもの、後面は運転台から後方の見通しのため左右に大型の窓を配置したものとなっている。側面は運転台部に側面窓と乗降扉が、機器室部に大型の明取り窓が設置されるほか、機器室部下部にはルーバー付の機器点検蓋が設置されている。屋根上には車体内の主抵抗器冷却器の導入口およびシングルアーム式の集電装置が設置されている。また、台枠は原形のままであるが、連結器の緩衝器が大型化されて全長が4790mmから5200mmに拡大しているほか、全幅も2000mmから2200mmに拡大され、自重が14.5tとなっている。
- 101号機は1954年製のロータリー式除雪車であるXrote3号車と組んで除雪用に使用されるための電気連結器が設置され、後年電源供給用の母線連結器も増設されている。また、改造に伴い、沿線の基礎自治体であるVeytauxの機体名が付けられ、機体側面に紋章が設置されていた。
- なお、101号機は1998年に再度改番されて旧形式機番のHGe2/2 3号機に戻されている。
- 1986年には2号機が車体を更新している。3→101号機の場合と異なり、旧来の形態を維持したまま鋼製のものに変更されているが、車体幅が拡大されて101号機と同等となっているほか、同じくロータリー除雪車のXrote3号車を推進運転するための電気連結器類が前位側正面に設置されている。車体塗装も旧来のものを踏襲し、明るめの茶色をベースに、柱および扉や窓等の枠部分を茶色としたものとなっている。

## 運行・廃車

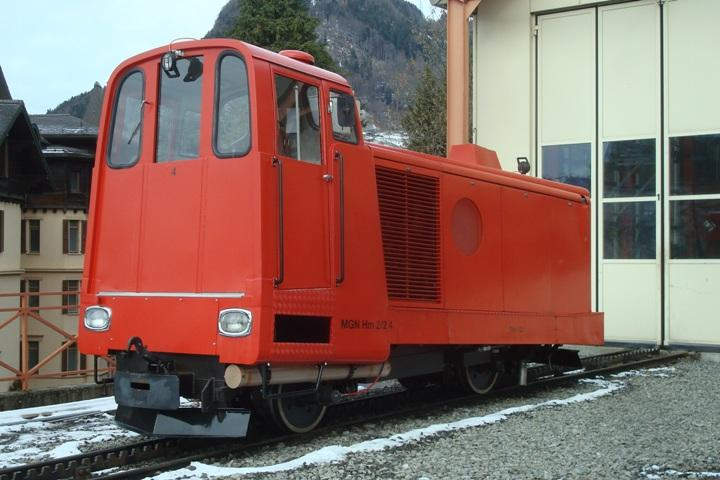
HGe2/2形とともに事業用として使用されるHm2/2 4号機、2009年

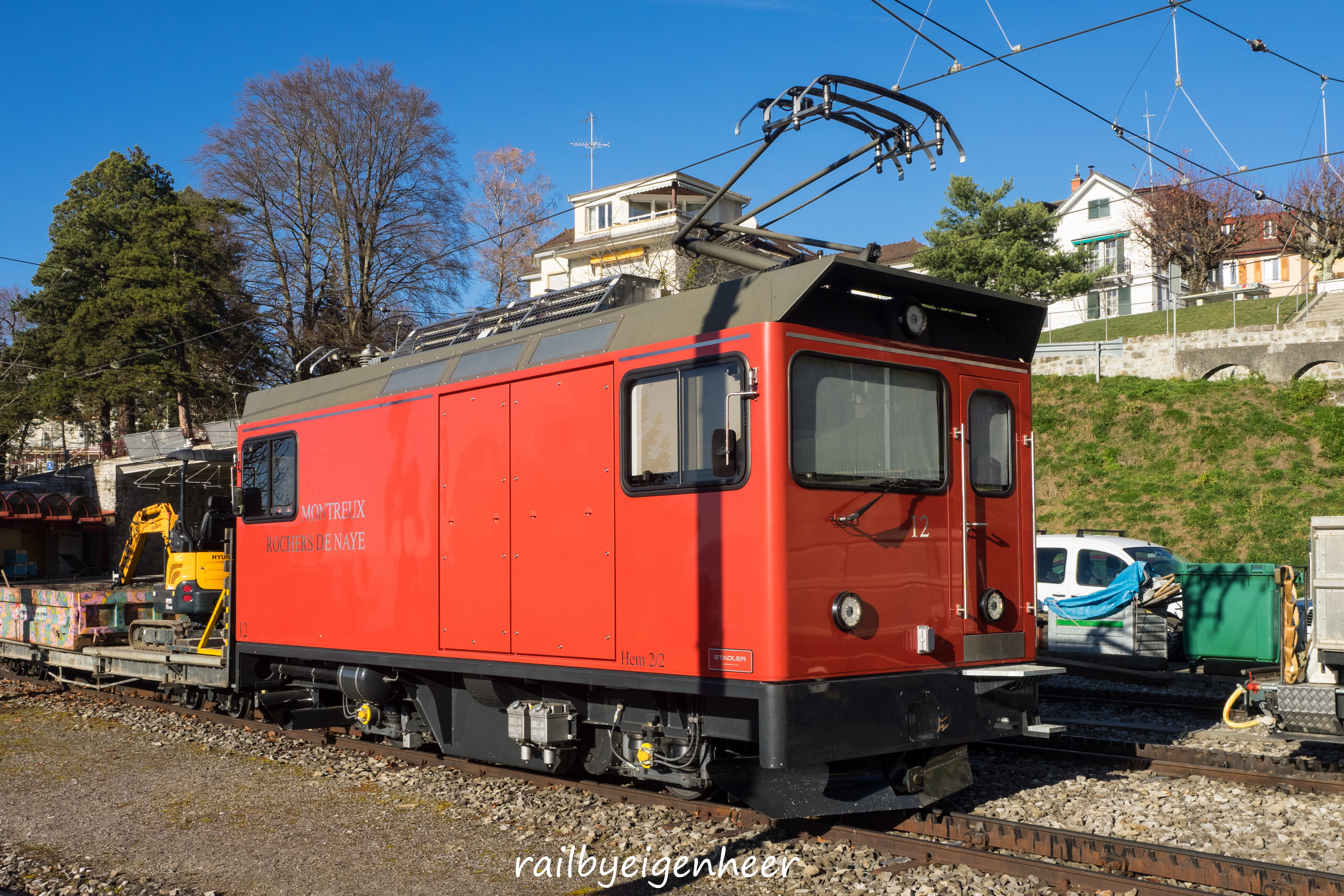
同じく事業用のディーゼル/電気両用機関車のHem2/2 12号機、グリオン駅、2016年

- 製造後はモントルー-グリオン鉄道の全線で運行されているが、この路線はレマン湖畔で、スイス国鉄の主要幹線ローザンヌ - ブリーク線やモントルー・オーベルラン・ベルノワ鉄道と接続するモントルーから、グリオン-ロシェ・ド・ネー鉄道とケーブルカーとが接続していたグリオンに至る全長2.73km、標高395-689m、最急勾配130パーミルの山岳路線である。
- ラック方式はラックレールが2条のアプト式で、グリオン-ロシェ・ド・ネー鉄道とほぼ同じ[12]ピッチ120mm、歯末たけ15mm、歯先レール面上高53mm、歯厚25mmとなっている。なお、モントルー-グリオン鉄道開業時はモントルー駅構内などはラックレールが設置されていなかったが、その後BChe2/4形などラック区間専用の機体が使用されるようになると、ラックレールが敷設されている。また、現在でも平坦な駅構内や車庫内などはラックレールが片側1条のみの設置となっている。
- モントルー-グリオン鉄道の開業時に用意された機材は以下の通り。客車はコンパートメント式で全長11670mm、定員56名（2等8名、3等48名）のもので、非電化のグリオン-ロシェ・ド・ネー鉄道へ直通できるよう室内灯用のバッテリーを搭載していた。旅客列車は本形式1機と客車1-2両および手荷物車1両の編成が基本となっており、貨物列車も含め本形式が常に勾配の最下端に位置するように列車が編成されている。
  - 電気機関車（3機）：HGe2/2 1-3号機（本形式）
  - 客車（5両）：BC　1-3形（2等/3等客車）、BC 4-5形（2等/3等オープン客車）
  - 貨車（10両）：M 11-12形およびL 21-23形（無蓋車）、K 1-2形（有蓋車）、F 1-4形のうちF 1-3号車（無蓋手荷物車）
- 1938年にグリオン-ロシェ・ド・ネー鉄道が直流850Vで電化され、同時にモントルー-グリオン鉄道も直流750Vから850Vに昇圧され、同時に両鉄道にBhe2/4形ラック式電車の201-208号機が1966年にかけて導入されて旅客列車の運行の主力となって両鉄道が一体として運行されるようになると、本形式は多客時の増発用、貨物列車、工事や除雪などの事業用列車などに使用されるようになっている。また、全線の電化後は本形式も最急勾配220パーミルの旧グリオン-ロシェ・ド・ネー鉄道でも運行されるようになっている。その後1980--2000年代にかけてのスイス国内の私鉄再編の流れの中で、1987年に両鉄道は統合してモントルー-グリオン-ロシェ・ド・ネー鉄道[13]となり、1992年にはグリオンで接続しているテリテ-グリオン鋼索鉄道と統合してモントルー-テリテ-グリオン-ロシェ・ド・ネー鉄道[14]となっているが、さらに2001年には同社やモントルー-ヴヴェ-リヴィエラ交通[15]などこの地方の公共交通4社が統合してモントルー-ヴヴェ-リヴィエラ交通となっている。なお、現在本形式が運行されているモントルー - ロシェ・ド・ネー間は全長7.63km、標高395-1973m、最急勾配220パーミルの山岳路線となっている。
- 原型のまま残っていたHGe2/2 1号機は1966年に廃車となっている。また、車体更新改造を実施したHGe2/2 3号機（旧101号機）は1996年にブリエンツ・ロートホルン鉄道[16]から譲受したHm2/2 4号機とともに事業用として使用されていたが、2011年に落石事故に巻き込まれて大きく損傷したため廃車となり、代替としてシュタッドラー[17]製のディーゼル/電気両用ラック式機関車であるHem2/2 11および12号機が2013年に導入されている。
- 残ったHGe2/2 2号機は歴史的車両として、同じく残されている旧モントルー-グリオン鉄道のBC 2号車および旧グリオン-ロシェ・ド・ネー鉄道のBC 16号車の2両の客車とともに、臨時列車等として運行されており、Hm2/2形やHem2/2形とともに事業用としても運行されている。
- 各機体の廃車年は以下の通り
  - 1 - 1966年
  - 2 - 運行中
  - 3 - 2011年